# مادنوکوجی آتسوفوسا
مادِنُوکُوجی آتسوفوسا (به ژاپنی: 万里小路充房) (۲۵ ژوئیه ۱۵۶۲ - مرگ ۳۱ اکتبر ۱۶۲۶) یک کوگه و شانزدهمین رهبر خاندان مادنوکوجی، در دوره آزوچی-مومویاما و اوایل دوره ادو بود. وی ابتدا با دختر موری هیده‌یوری ازدواج کرد سپس پس از مرگ وی، گنگو این (مرگ ۱۶۰۰) دختر اودا نوبوناگا، زن اصلی وی شد. همچنین دختر سوم مائدا توشی‌ایه بنام ماهیمه که ابتدا زن غیراصلی تویوتومی هیده‌یوشی بود، پس از مرگ هیده‌یوشی زن غیراصلی آتسوفوسا شد.